# Lorin W. Anderson
Lorin Wíllard Anderson (* 21. Mai 1945) ist ein US-amerikanischer Erziehungswissenschaftler, Pädagogischer Psychologe und Hochschullehrer.
Anderson studierte und arbeitete an der University of South Carolina von 1973 bis 2006. Den Ph.D. in Pädagogischer Psychologie erwarb er 1973 an der University of Chicago bei Benjamin Bloom. Seine besondere Leistung war eine Taxonomie affektiver Lernziele, die er 2001 mit David Krathwohl entwickelte. Nach 2006 beriet er Erziehungswissenschaftler und Politiker zur überarbeiteten Blooms Taxonomie, Curriculumentwicklung und Strategien gegen Kinderarmut in den USA, Osteuropa und Südamerika.
2003 war er Mitbegründer des Center of Excellence to Prepare Teachers of Children of Poverty an der Francis Marion University. 2017 stiftete er den Lorin W. Anderson Award for Excellence für besondere Leistungen in der Pädagogik für arme Kinder. Er ist Mitglied der International Academy of Education.

## Veröffentlichungen
- Schooling interrupted: Educating children and youth in the Covid-19 era. In: CEPS Journal, 11. (2021)
- Taxonomies of educational objectives as bases for curriculum planning. In: W. H. Schubert & M. F. Ho (Eds.): The Oxford Encyclopedia of Curriculum Studies. Oxford: Oxford University Press (2020).
- A critique of grading: Policies, practices, and technical matters. In: Educational Policy Analysis Archives, 26 (49), 2018.
- Ibarrola, M. de & Anderson, L. W. (Eds.) (2014): The nurturing of new educational researchers: Dialogues and debates.  Rotterdam: Sense Publishers.
- Morgan, G. B., Hodge, K. J., Trepinski, T., M., & Anderson, L. W. (2014): The stability of teacher performance and effectiveness: Implications for policies concerning teacher evaluation.  Educational Policy Analysis Archives, 22 (95), pp. 1–18.
- Anderson, L. W. (Ed.) (2013): Teaching for learning: A reference guide for results-oriented teachers. Thessaloniki: Center for Democracy and Reconciliation in Southeast Europe.
- Increasing teacher effectiveness, 2. Aufl., Paris 2004: UNESCO International Institute for Educational Planning. (zuerst 1991)
- Anderson, L. W. (Ed.) & Krathwohl, D. R. et al. (Ed.) (2000): A taxonomy for learning, teaching, and assessing: A revision of Bloom’s taxonomy of educational objectives.  New York: Longman. ISBN 978-0321084057.
- A Handbook for Teacher Leaders (1995), ISBN 978-0803961739.
- International Encyclopeida of Teaching and Teacher Education, 2. Aufl. (1995)
- Perspectives on School Learning: Selected Writings of John B. Carroll (Psychology of Education and Instruction), 1984, ISBN 978-0898593433.

## Einzelbelege
1. ↑  Lorin W. Anderson Award for Excellence - FMU Center of Excellence. 15. August 2018, abgerufen am 2. November 2023 (amerikanisches Englisch).

| Personendaten    | Personendaten                                              |
| ---------------- | ---------------------------------------------------------- |
| NAME             | Anderson, Lorin W.                                         |
| ALTERNATIVNAMEN  | Anderson, Lorin Willard (vollständiger Name)               |
| KURZBESCHREIBUNG | US-amerikanischer Psychologe und Erziehungswissenschaftler |
| GEBURTSDATUM     | 21. Mai 1945                                               |